# Pielaveden Sampo
Pielaveden Sampo – fiński męski klub siatkarski z Pielavesi - małego miasta w Finlandii Wschodniej. Założony został w 1924 roku. W swojej dotychczasowej historii zdobył trzy tytuły mistrza Finlandii i dwa razy wygrał rozgrywki o Puchar Finlandii. Obecnie występuje w najwyższej klasie rozgrywek klubowych (Lentopallon SM-liiga).

## Sukcesy
Mistrzostwo Finlandii:
- 2004, 2005, 2009
- 2001, 2007, 2008, 2010
- 2002, 2003, 2017, 2018

Puchar Finlandii:
- 2006, 2007, 2008

## Kadra w sezonie 2009/2010
| Numer | Imię i nazwisko            | Narodowość | Data urodzenia | Wzrost (cm) | Pozycja      |
| 2     | Aki Riihimäki              | Finlandia  | 11.01.1977     | 190         | rozgrywający |
| 2     | Luis Alberto Salgado Lopez | Honduras   | 1980           | 198         | atakujący    |
| 4     | Markus Vilander            | Finlandia  | 1992           | 188         | przyjmujący  |
| 5     | Olli Huovinen              | Finlandia  | 04.05.1987     | 189         | przyjmujący  |
| 6     | Ilkka Sammelvuo            | Finlandia  | 21.01.1979     | 197         | przyjmujący  |
| 7     | Juha Iivarinen             | Finlandia  | 11.11.1983     |             |              |
| 8     | Andrew Grant               | Australia  | 22.04.1985     | 207         | środkowy     |
| 10    | Matti Mustonen             | Finlandia  | 02.02.1988     | 185         | rozgrywający |
| 11    | Miika Heikkinen            | Finlandia  | 06.08.1977     | 200         | środkowy     |
| 12    | Timo Tolvanen              | Finlandia  | 08.11.1977     | 183         | libero       |
| 14    | Jani Riekkinen             | Finlandia  | 1981           | 190         | środkowy     |